# Kanton Rotenburg
Der Kanton Rotenburg war eine Verwaltungseinheit im Distrikt Hersfeld des Departements der Werra im napoleonischen Königreich Westphalen. Hauptort des Kantons und Sitz des Friedensgerichts war die Stadt Rotenburg an der Fulda im heutigen Landkreis Hersfeld-Rotenburg.  Der Kanton umfasste eine Stadt und 12 Dörfer und Weiler, hatte 4.705 Einwohner und eine Fläche von 1,44 Quadratmeilen.
Zum Kanton gehörten die Ortschaften:
- Stadt Rotenburg, mit Dickenrück
- Atzelrode mit Wüstefeld und Mündershausen
- Blankenheim
- Braach mit Gut Ellingerode und Gut Alte Teich
- Gerterode, Breitenbach und Michelshof mit Lüdersdorf